# 圣彼得教堂 (里加)
里加圣彼得教堂是拉脱维亚首都里加的一座高耸的信義宗教堂，高123米（战前高136米），始建于1209年，15世纪初由罗斯托克石匠扩建。
目前的钟楼完成于1746年，历史上曾遭雷电袭击，其中两次造成坍塌（1666年和1721年）。二战以前，这是欧洲最高的木制建筑。战争期间，屋顶和钟楼毁于大火。1970年代，苏联工程师重建教堂，并安装了一部电梯，使人们可以在70米高处眺望里加风光。

## 圖片

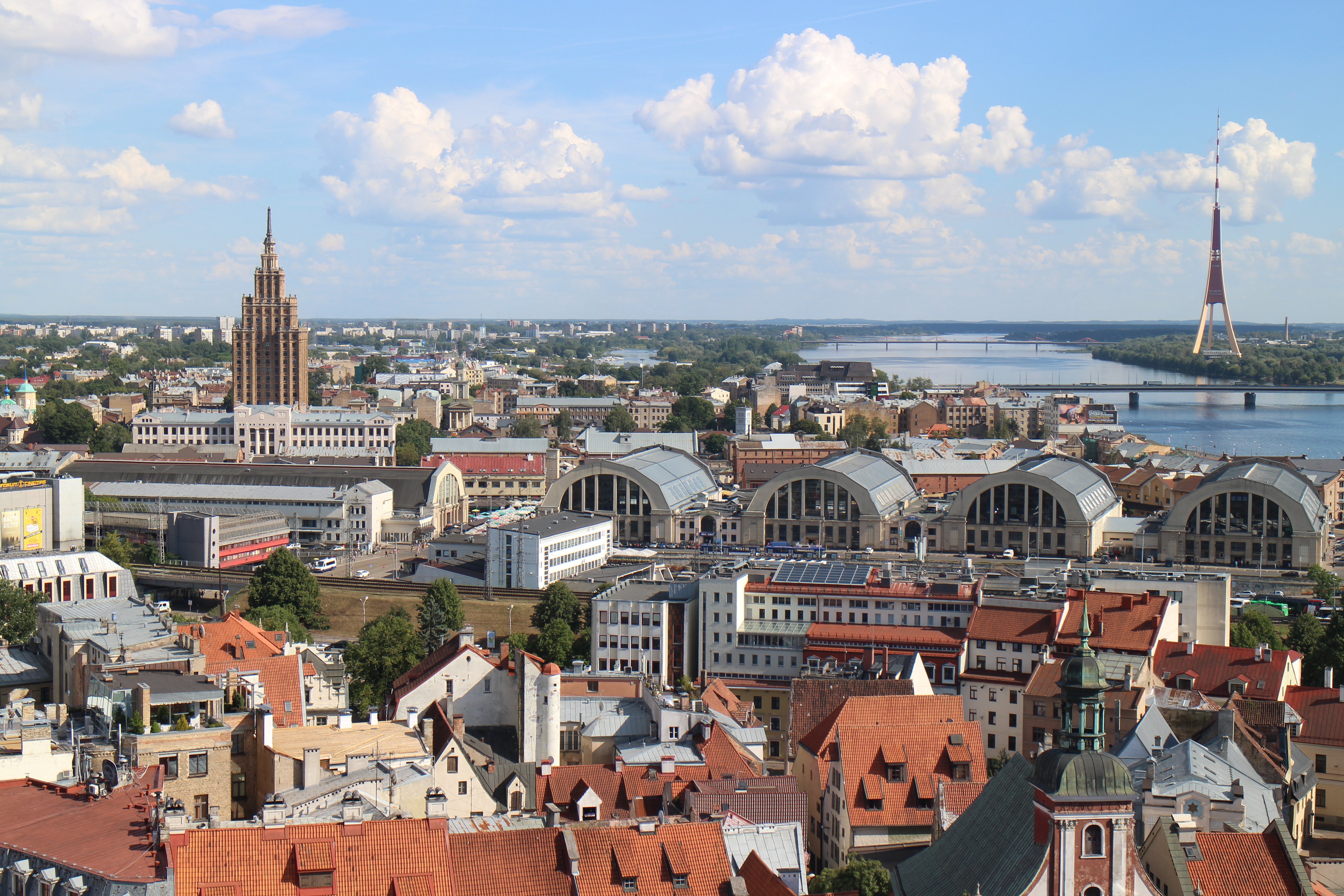
自教堂鐘樓頂部看到的風景
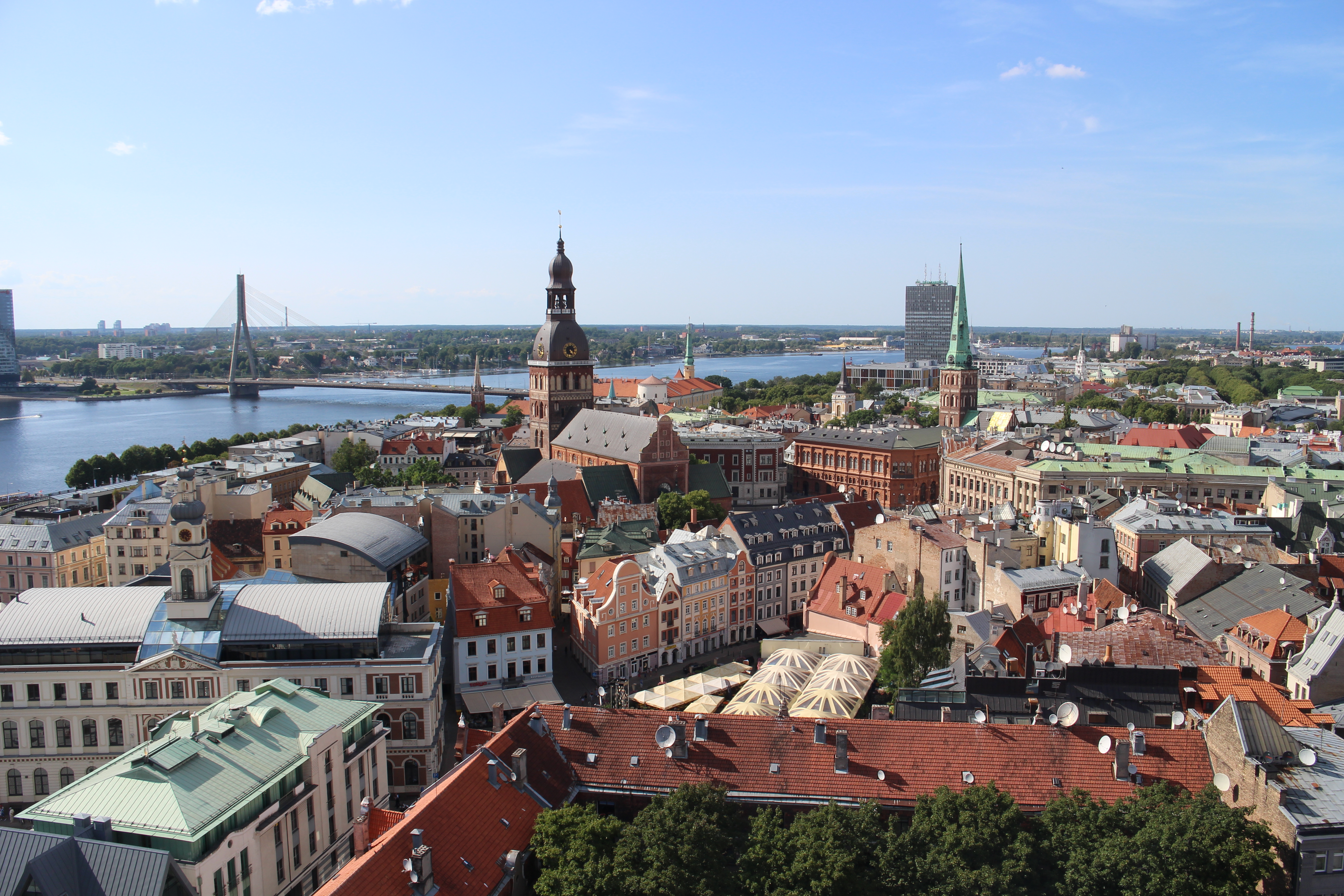
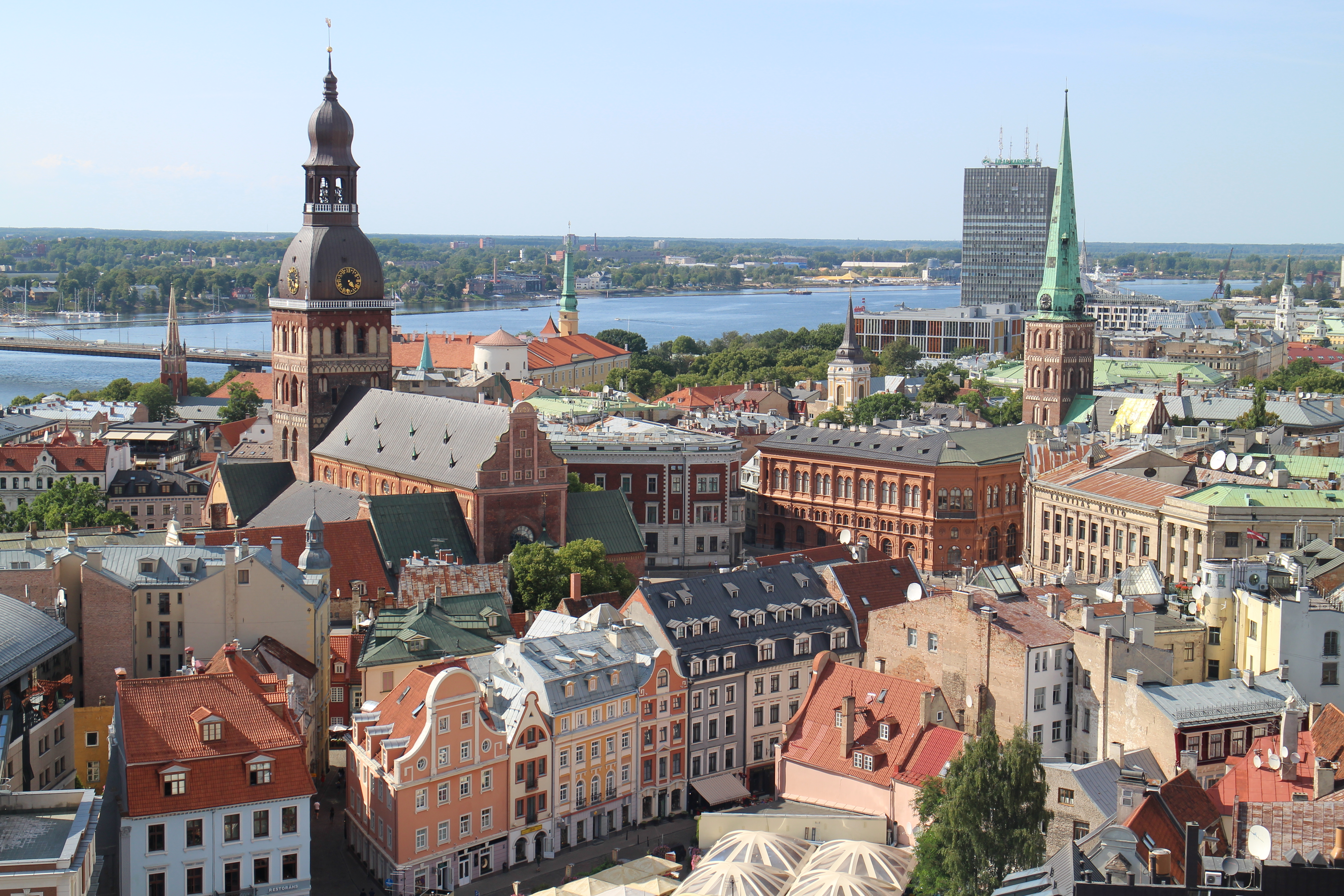
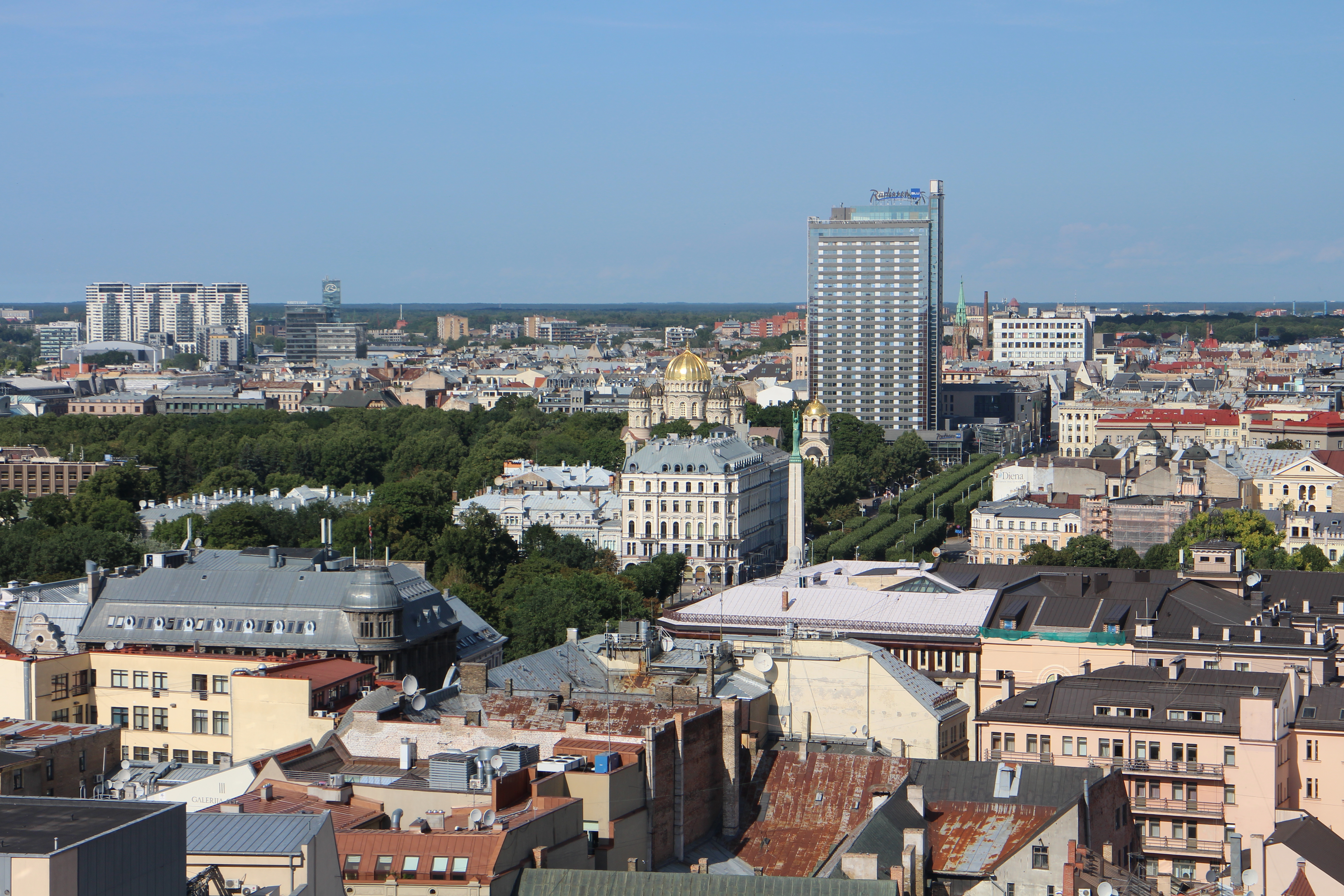